# Logig, Mureș
Logig, mai demult Ludwigsdorf (în dialectul săsesc Ludesdref, în germană Ludwigsdorf, Lutzdorf, Ludesdorf, în maghiară Ludvég, Szászludvég) este un sat în comuna Lunca din județul Mureș, Transilvania, România.
Așezată între Reghin și Teaca, Logig este una din cele mai vechi așezări germane din nordul Transilvaniei. La Vatican există documente privitoare la existența acestuia pentru perioada dintre 1222-1262.
În anul 1228, zona în care se află localitatea Logig era în „posesia comitelui Coquinus” fiind învecinată cu localitatea Szeplak, Goreniul de azi.
În anii '30 ai secolului 20, în cursul lucrărilor de restaurare au fost descoperite osemintele unei comunități întregi, în tunelul subteran ce lega biserica din Logig cu cea din Uila. Este posibil să provină de la refugiul populației satului din calea invaziilor tătarilor.
În Logig s-a păstrat o legendă a înmulțirii făinii de către zâne și o alta, a clopotului care bate de vreme bună.

## Date demografice
În 1786 populația era 835, în 1910 era 971, iar în 1966 era 830 de locuitori.

## Biserici
- Biserica de lemn din Logig, "Sfânta Treime", greco-catolică, a fost ctitorită la 1837 și demolată în 1997.[5]
- Biserica Ortodoxă, construită în stil arhitectonic neobizantin.[6]
- Biserica Luterană din Parohia Evanghelică C.A. Logig.[7]
- Biserica Reformată (Calvin), construită în 1907, din Parohia Reformată Logig.[8]

## Monumente istorice
În Lista monumentelor istorice din județul Mureș sunt înscrise patru obiective din satul Logig:
- Casa Bornemisza, construită în sec. XVIII, cod LMI MS-II-m-A-15711 și Cod RAN: 118030.01;
- Casă din sec. XIX, pe Str. Principală 10, cod LMI MS-II-m-B-15712;
- Casă din sec. XIX, pe Str. Principală 15, cod LMI MS-II-m-B-15713;
- Casă din sec. XIX, pe Str. Principală 265, cod LMI MS-II-m-B-15714.

## Imagini

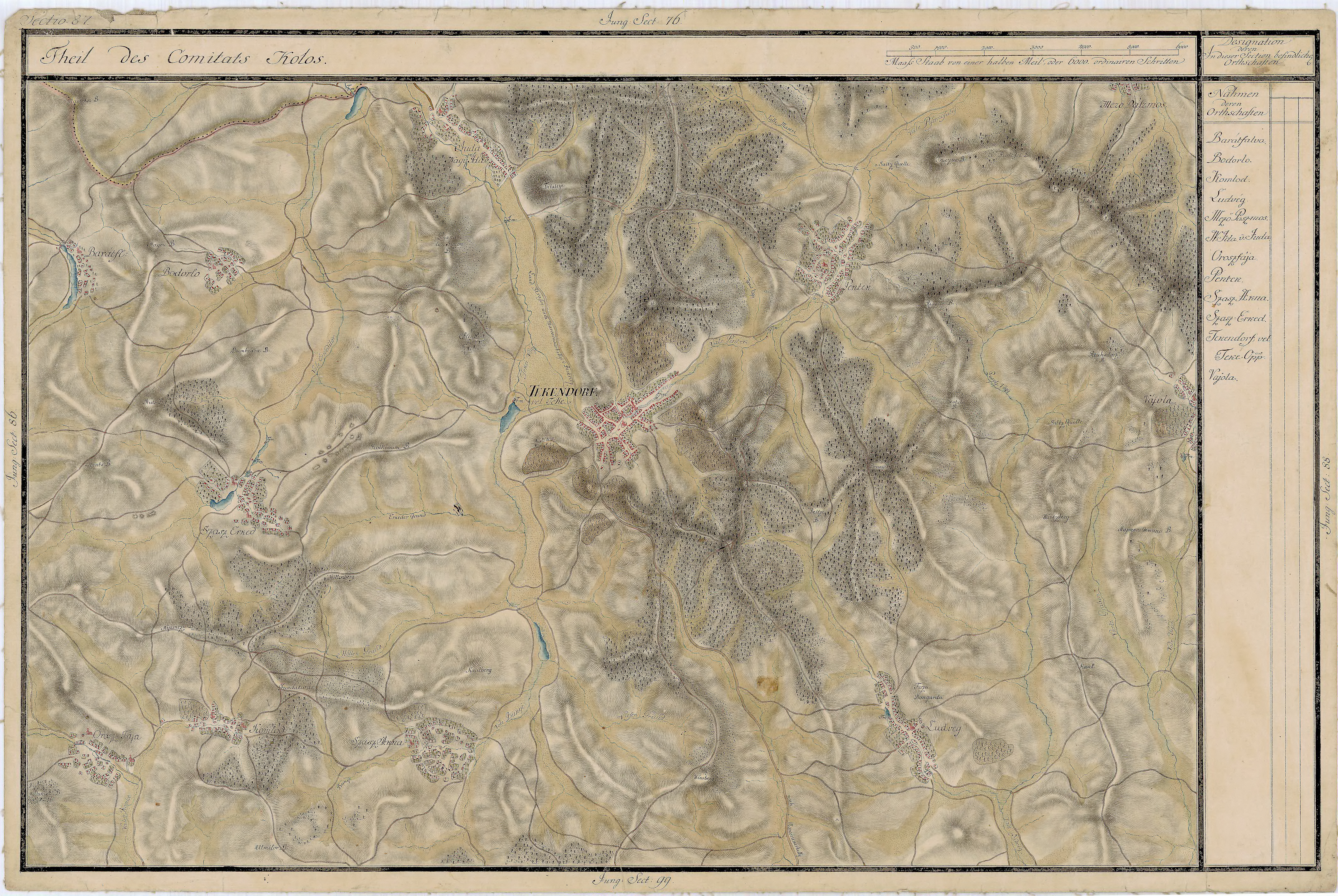
Logig pe Harta Iosefină a Transilvaniei, 1769-73
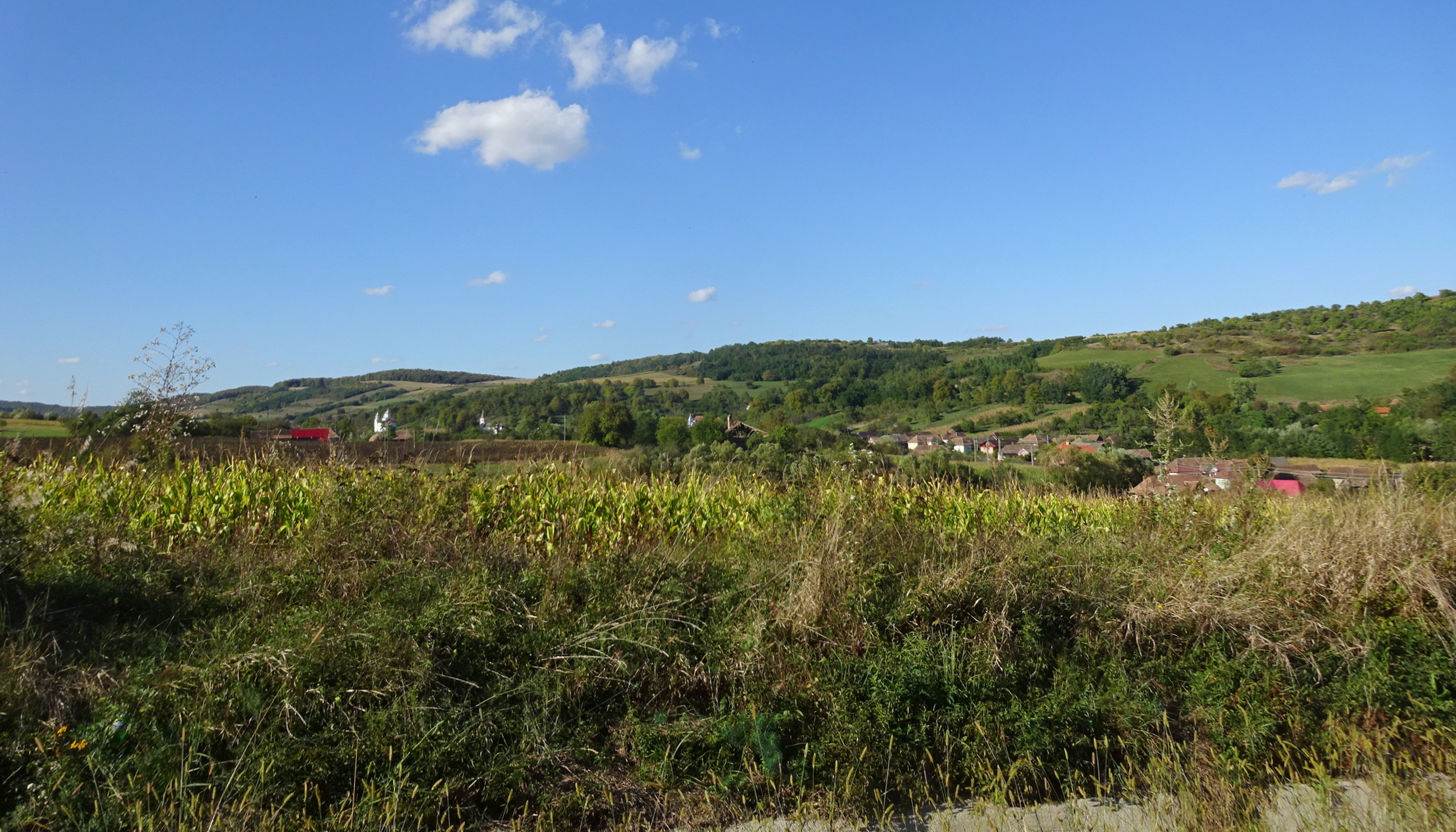
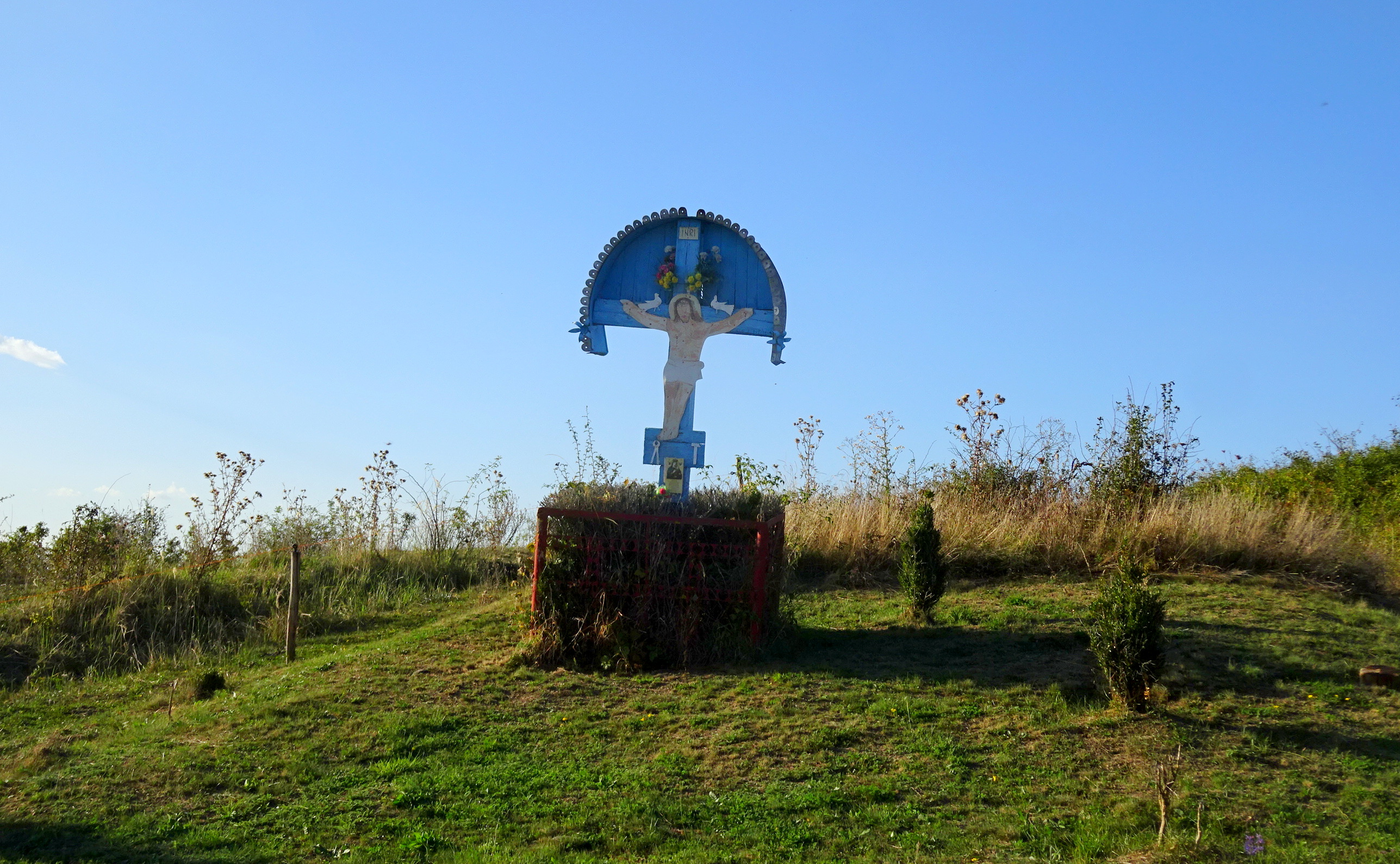
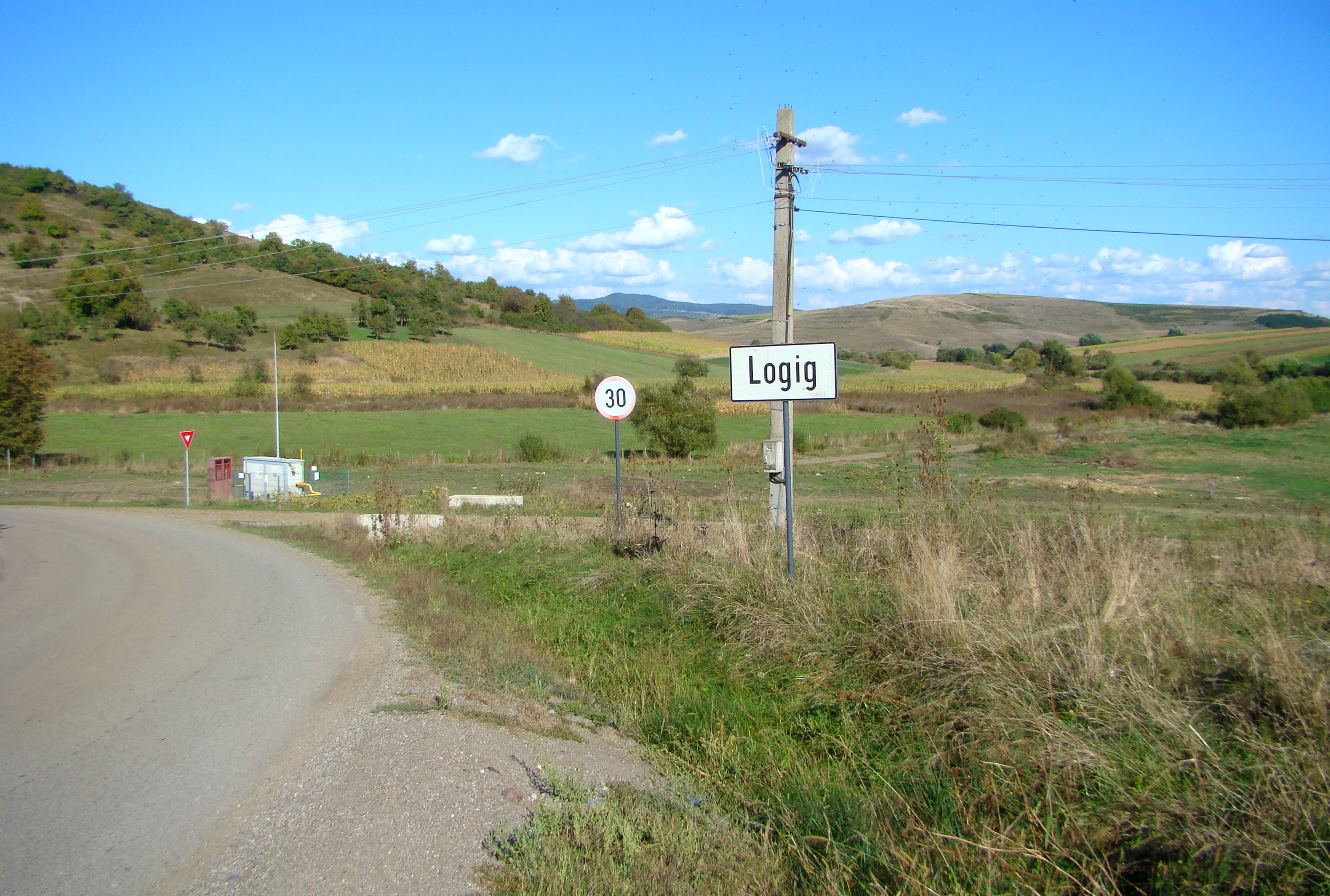
Intrarea în localitate
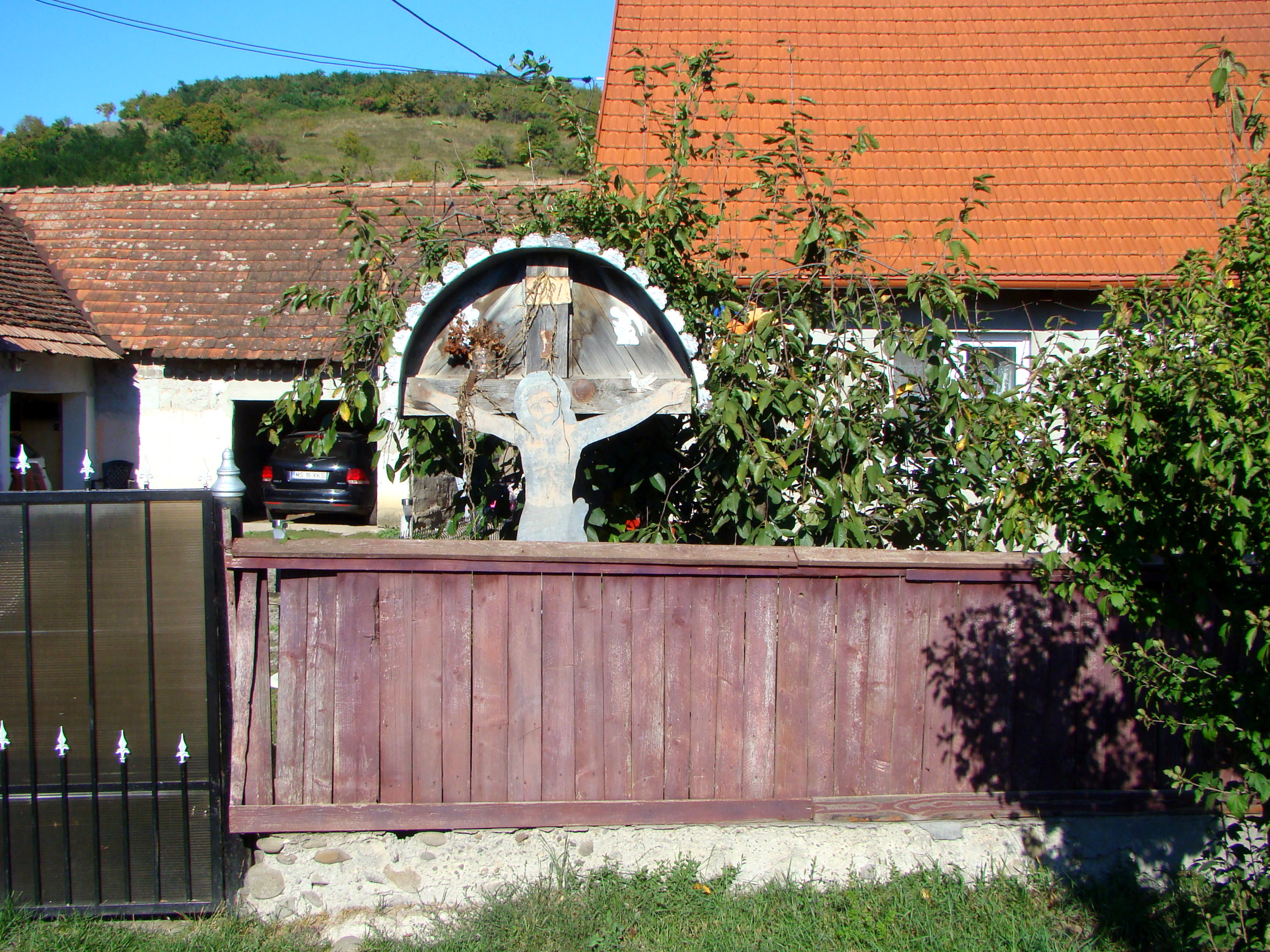
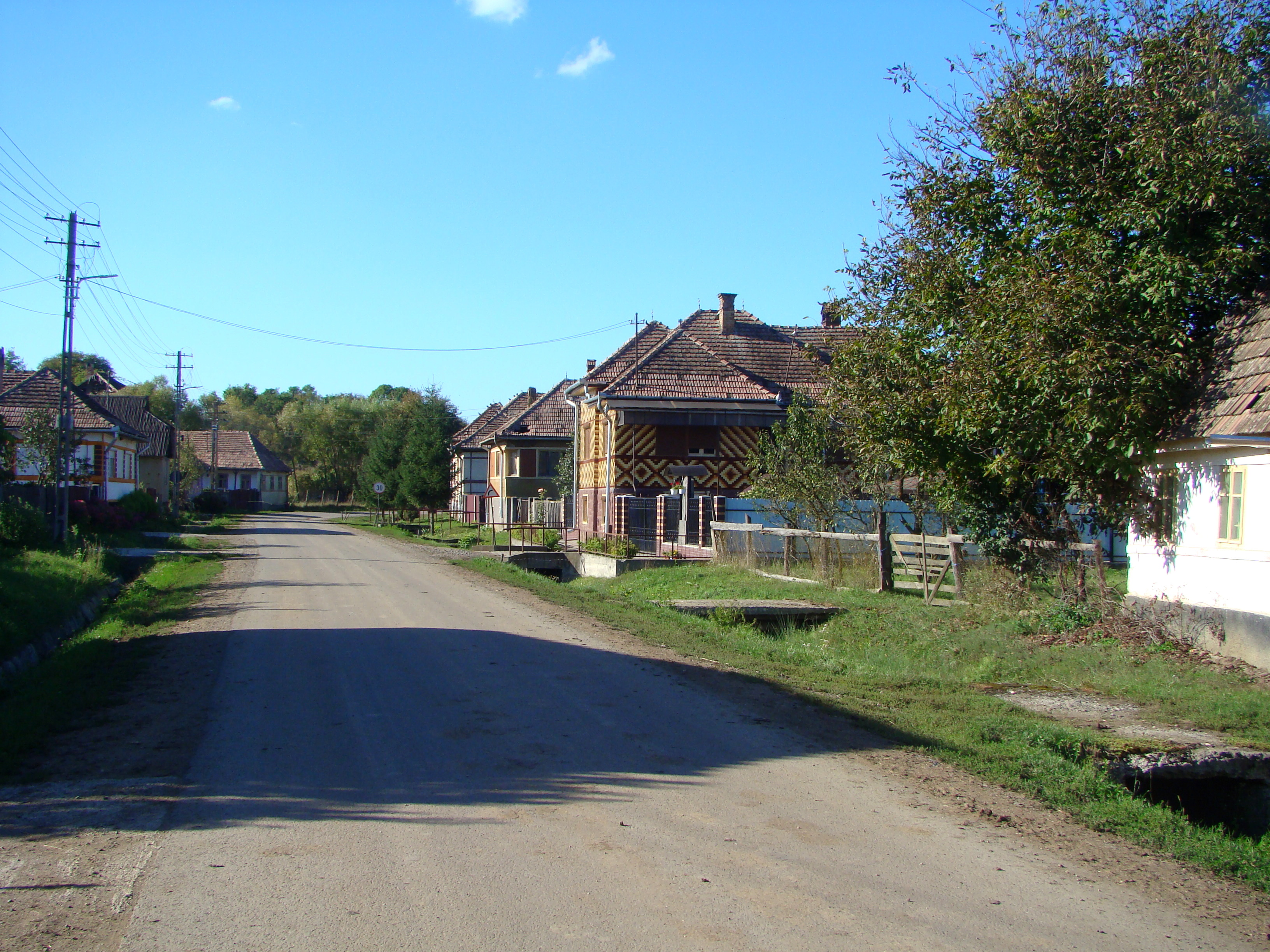
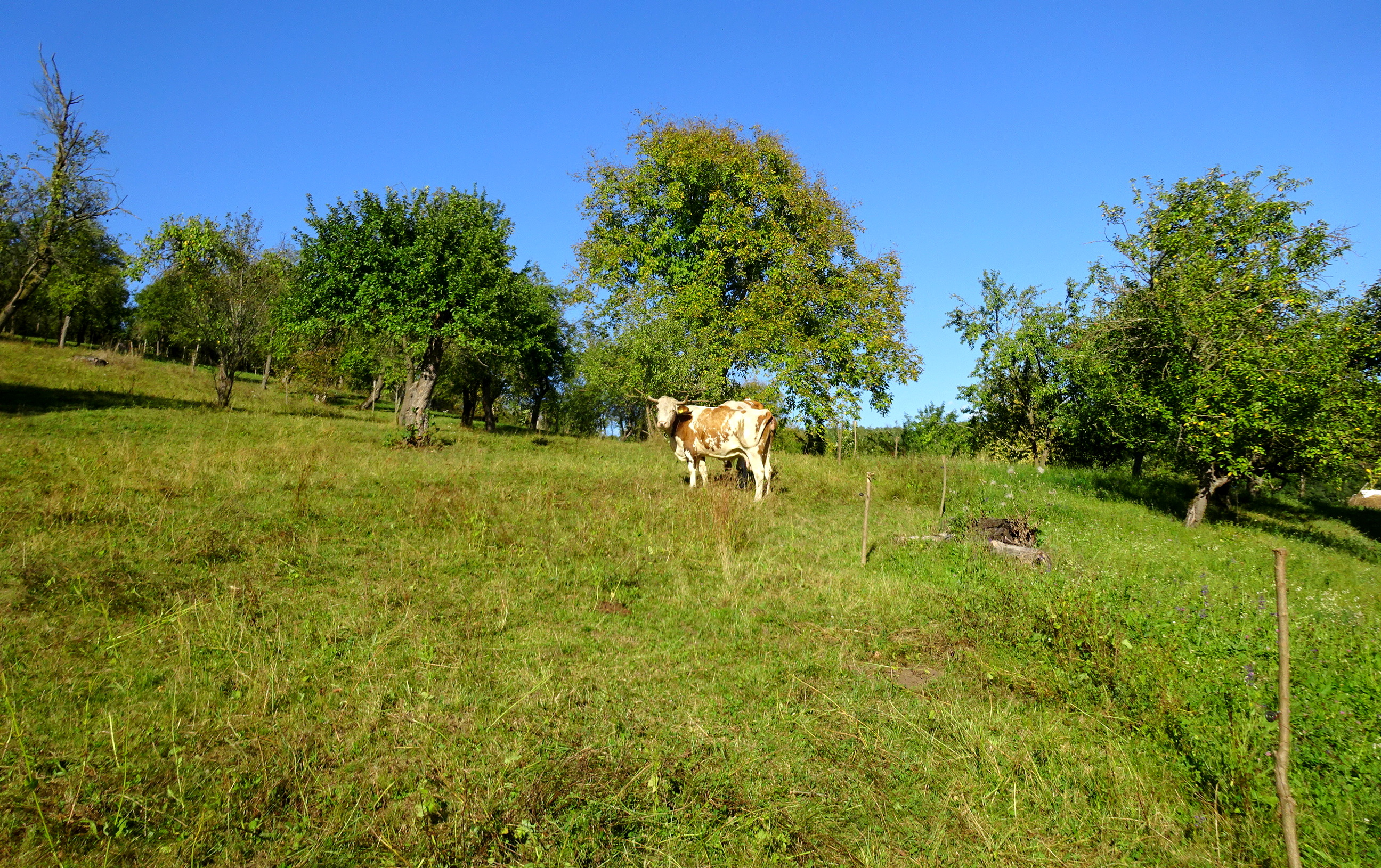
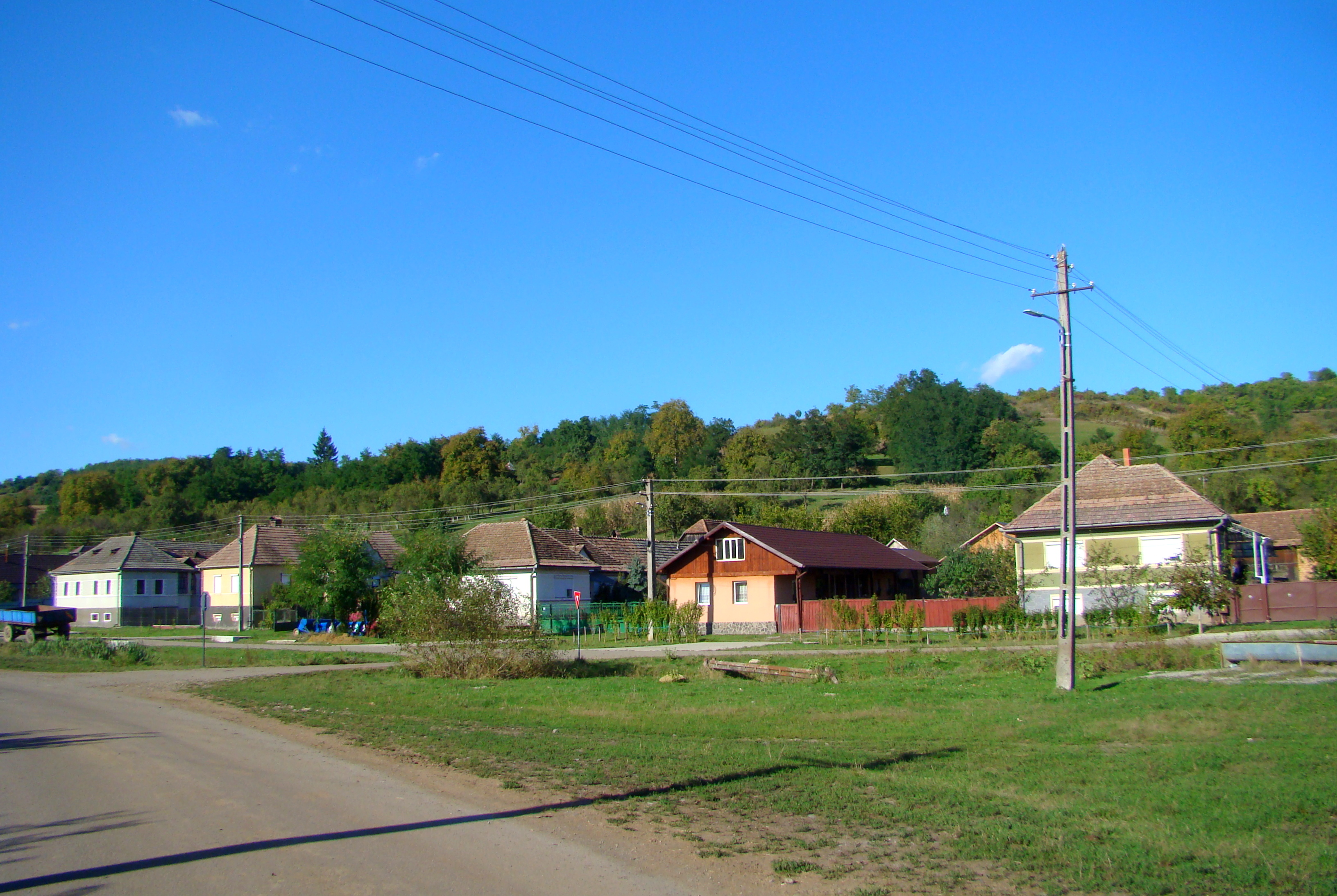
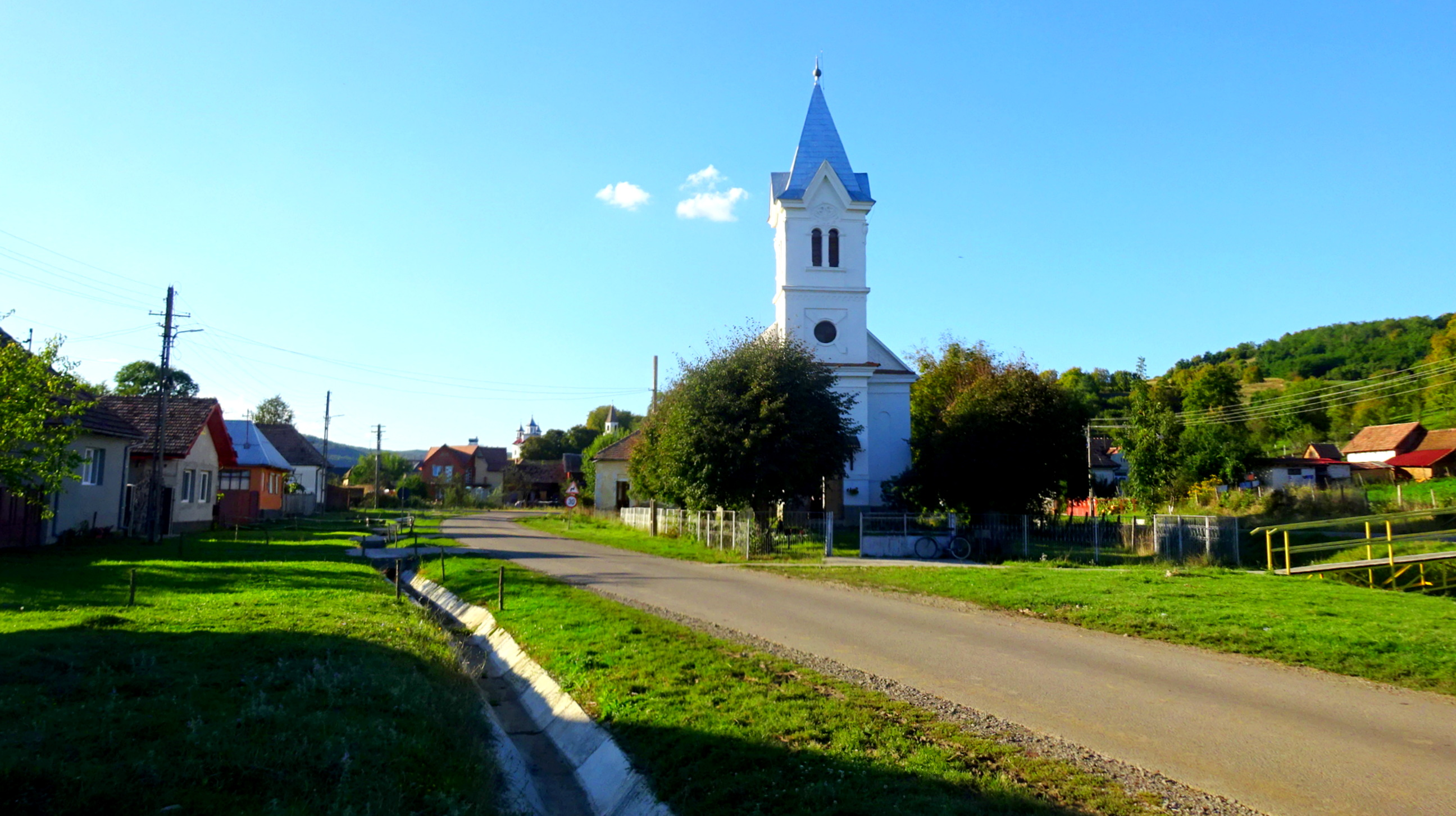
Biserica reformată din Logig
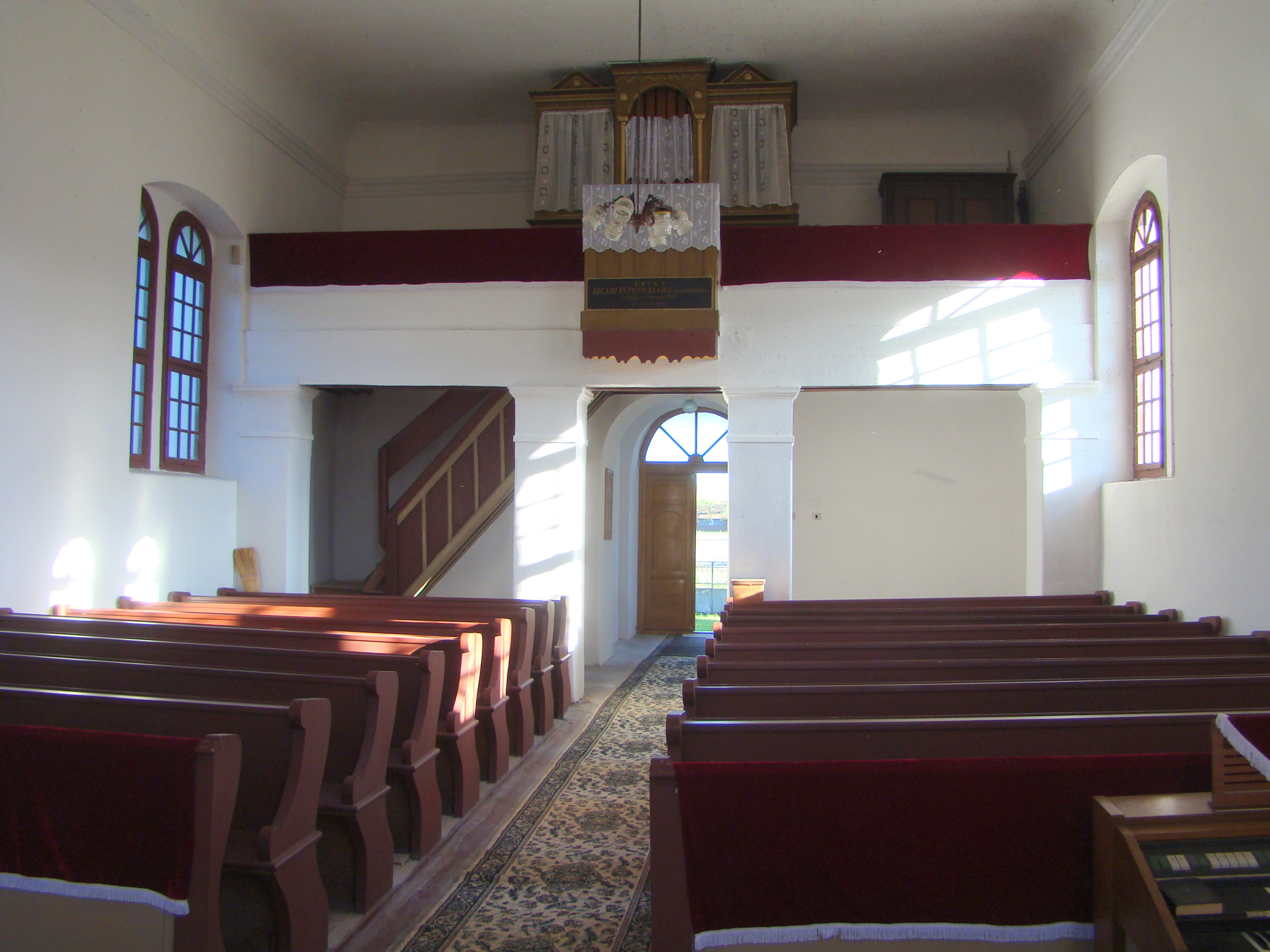
Biserica reformată din Logig
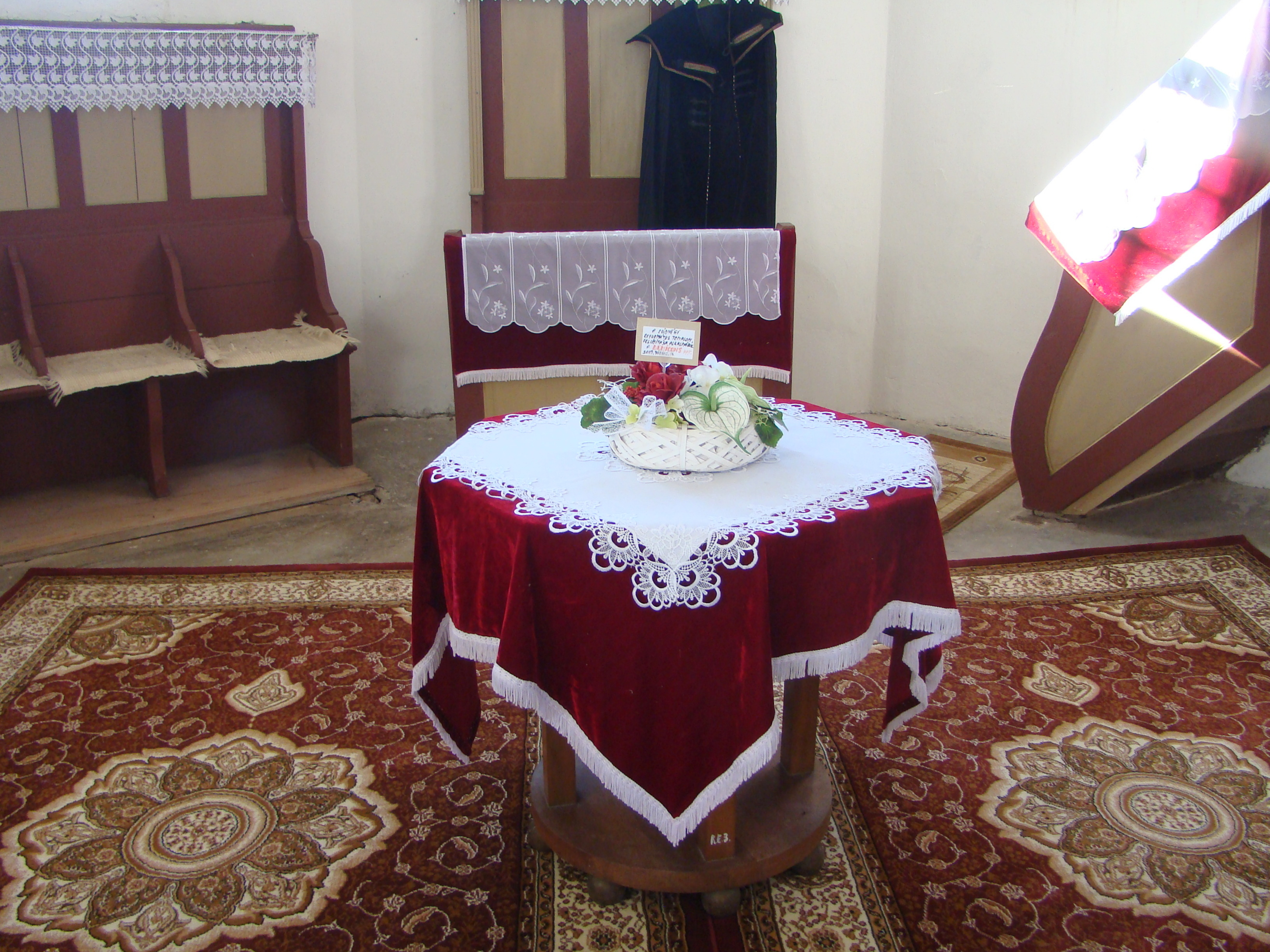
Masa Domnului
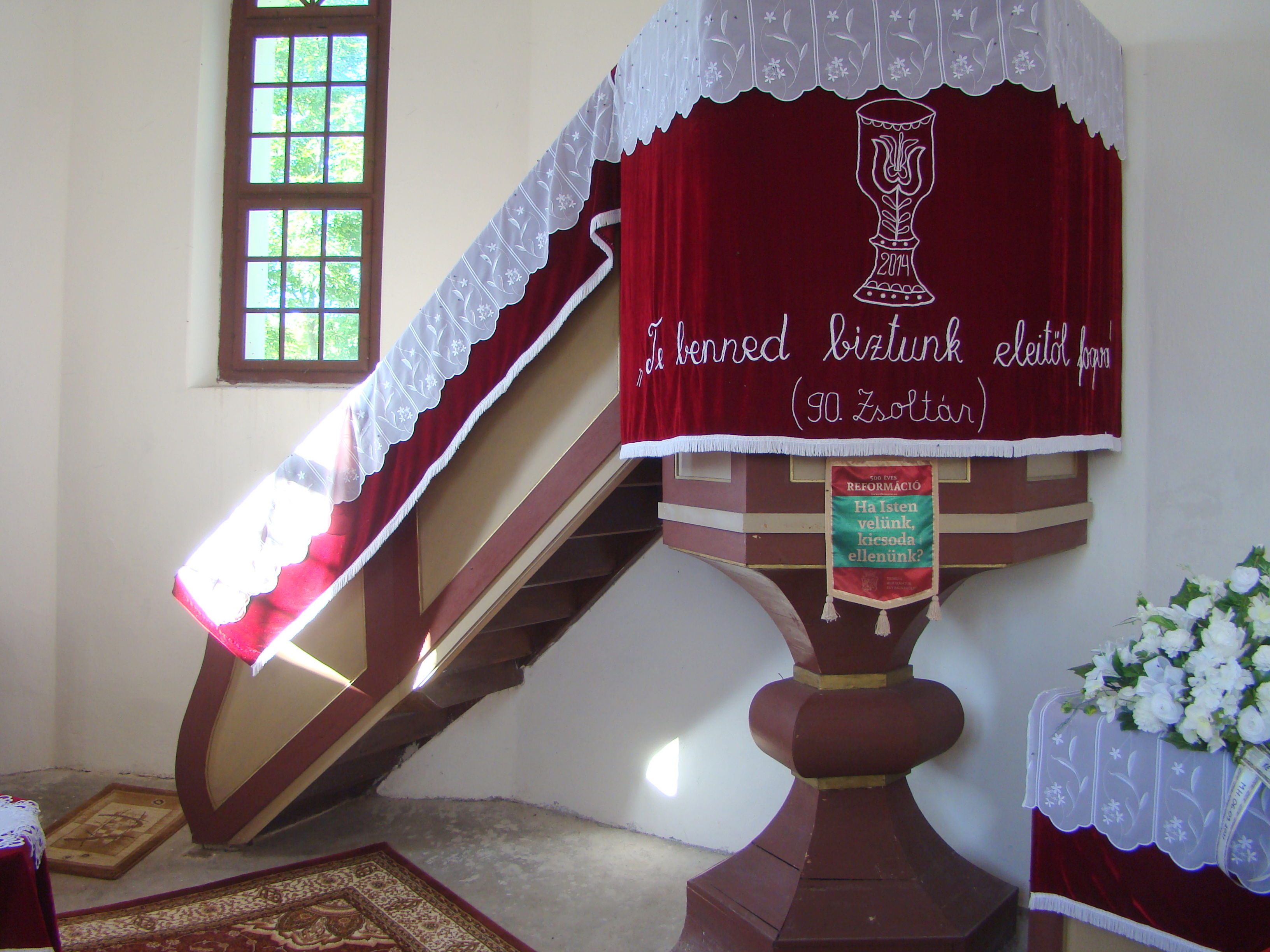
Amvonul
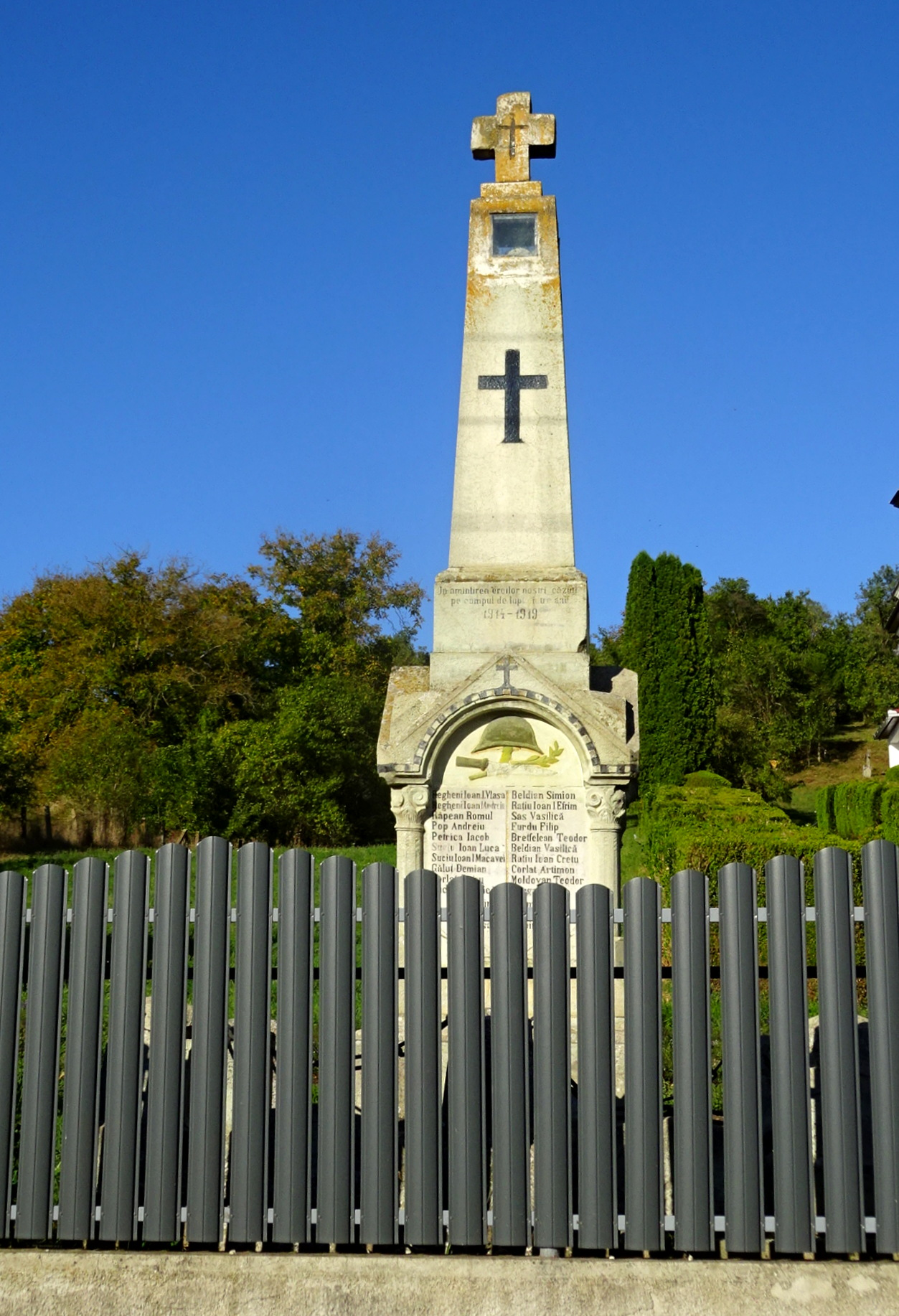
Monumentul Eroilor din Primul Război Mondial
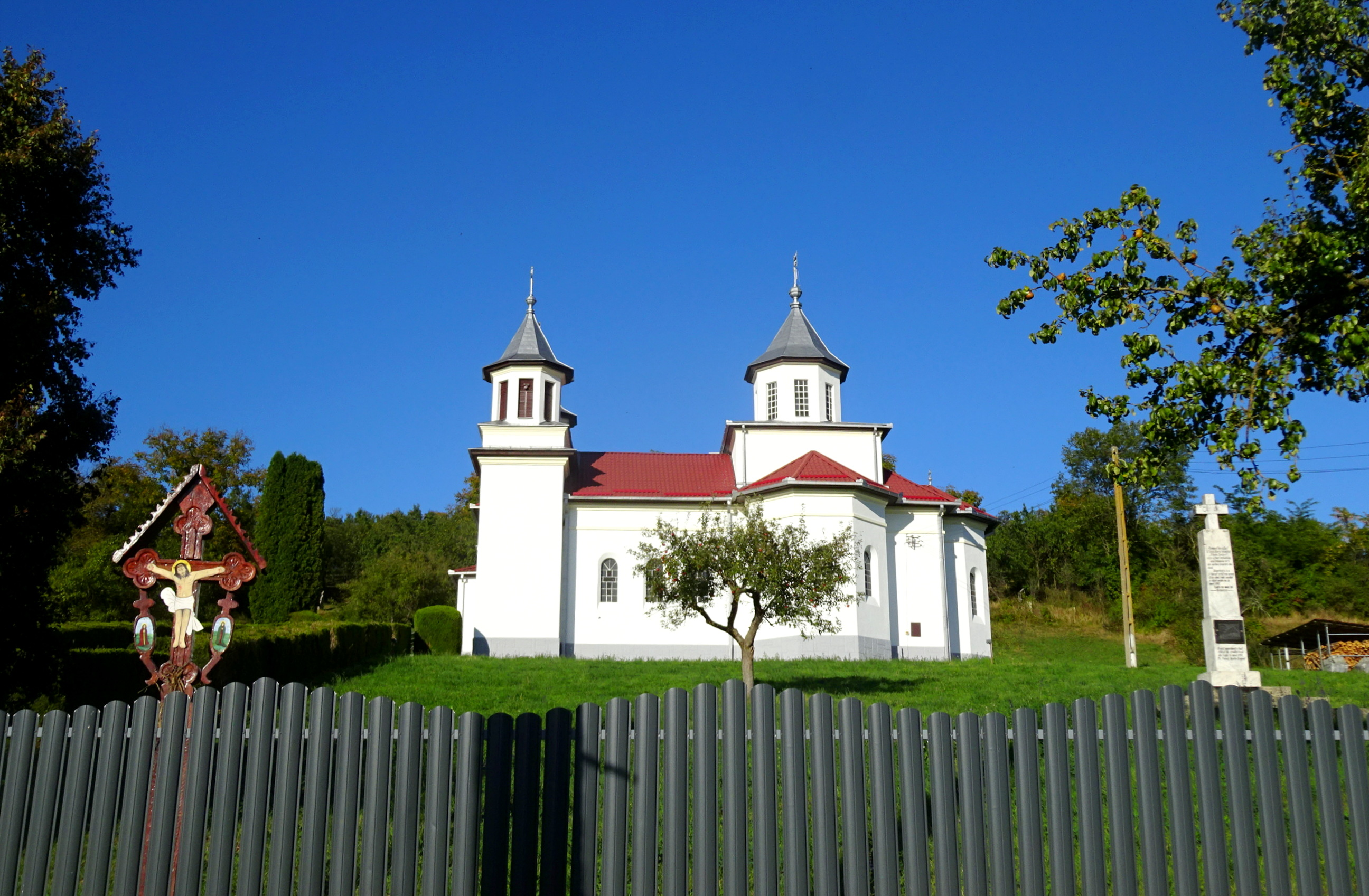
Biserica ortodoxă
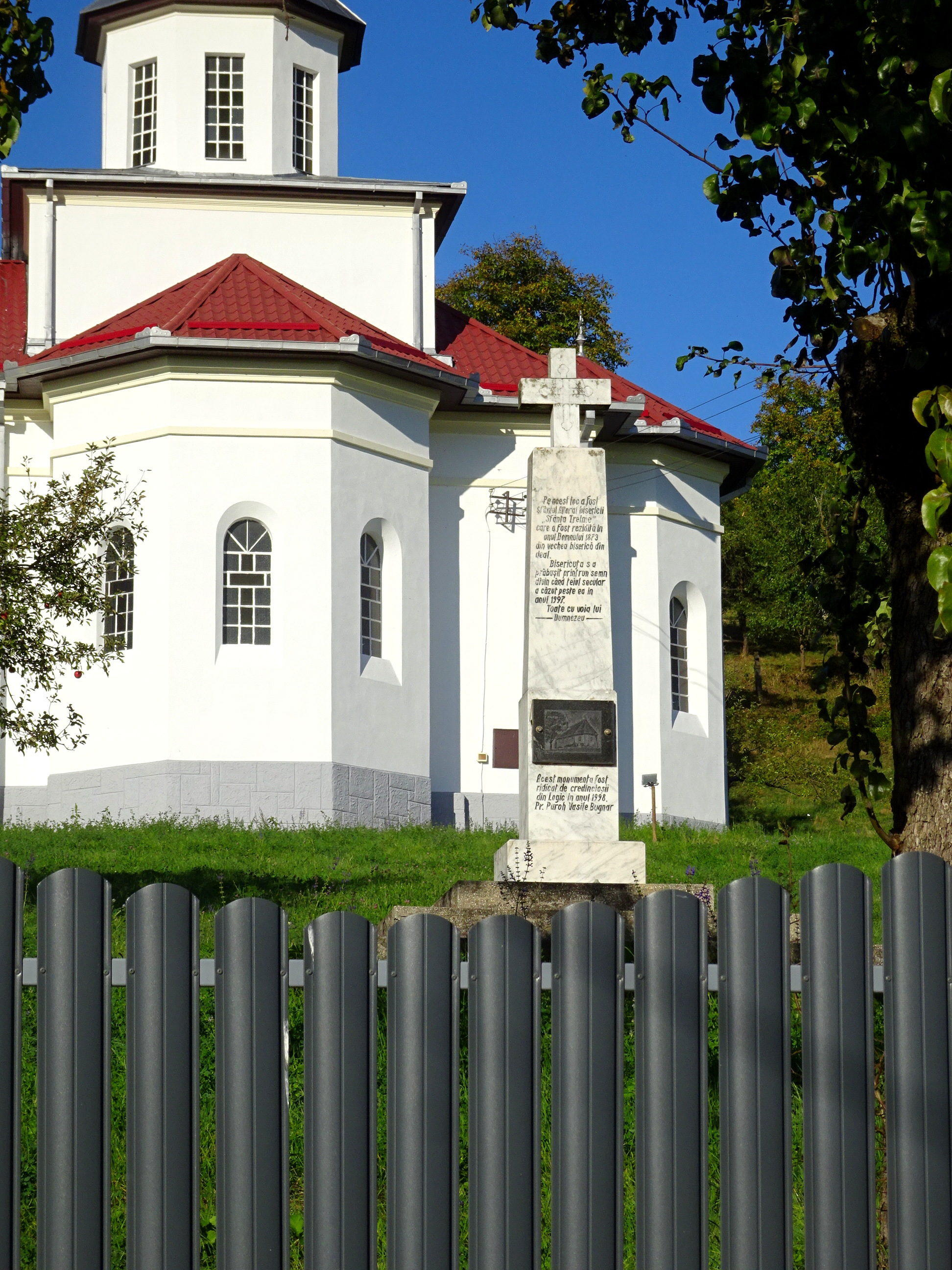
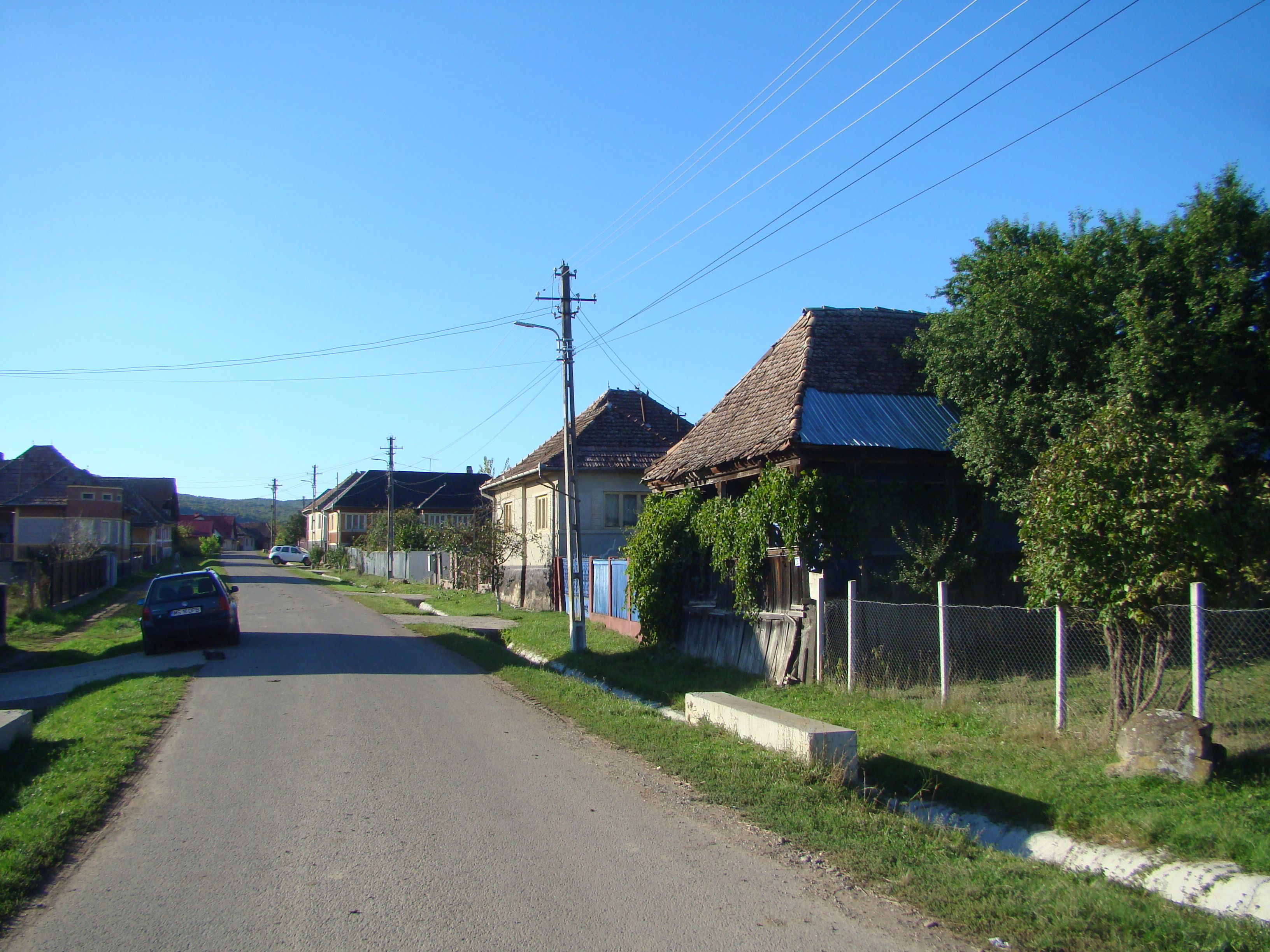
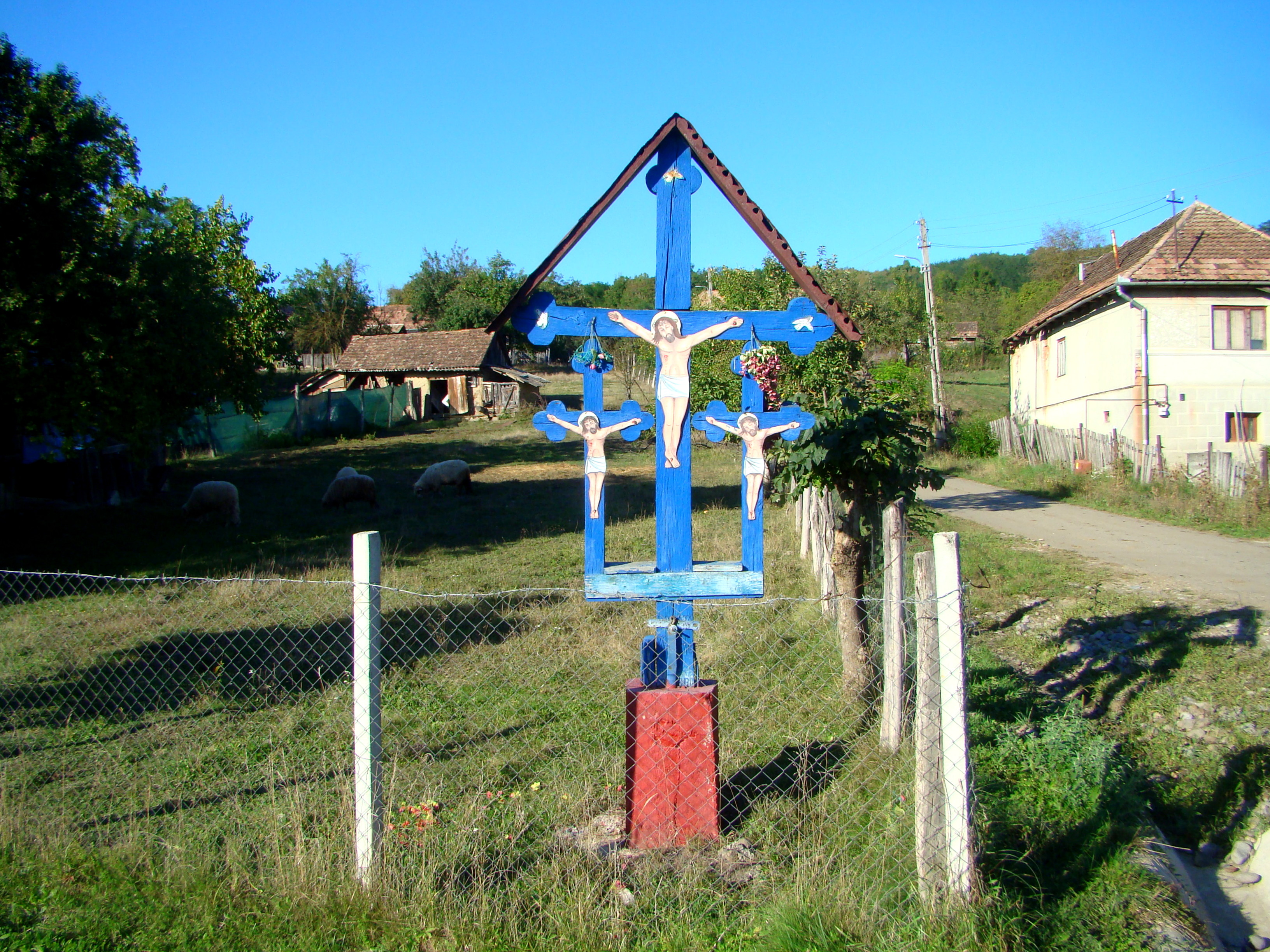
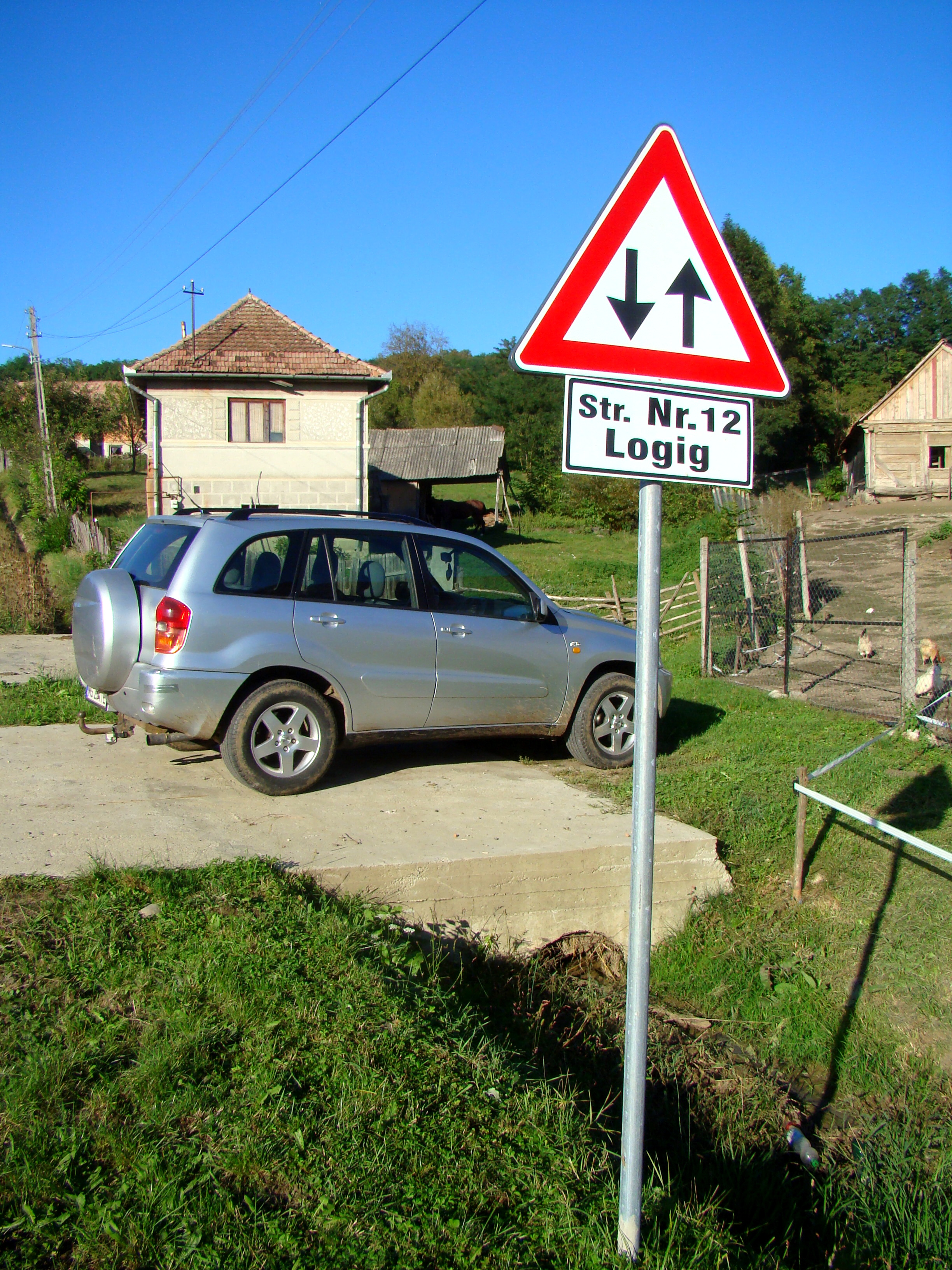
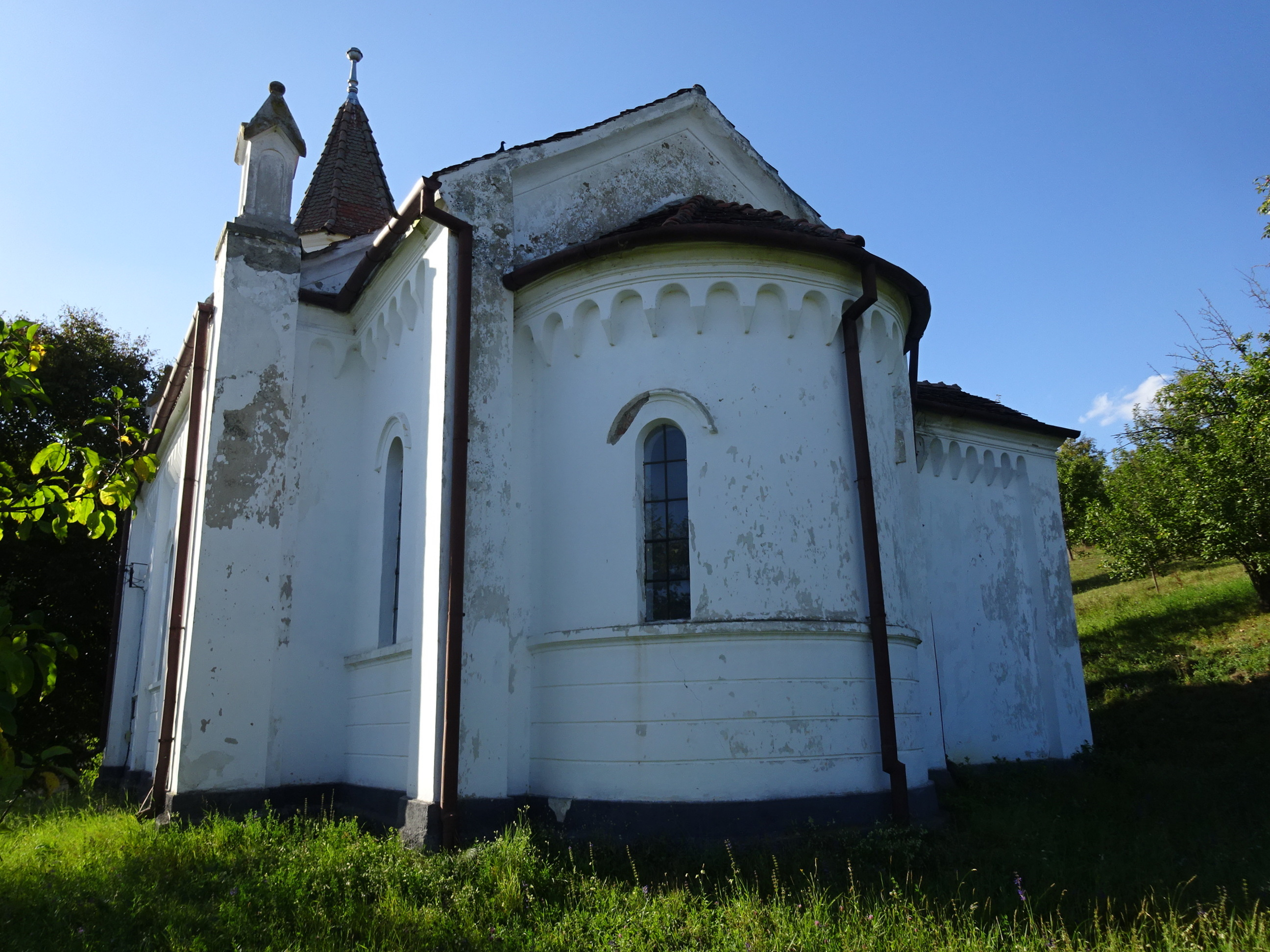
Biserica evanghelică din Logig
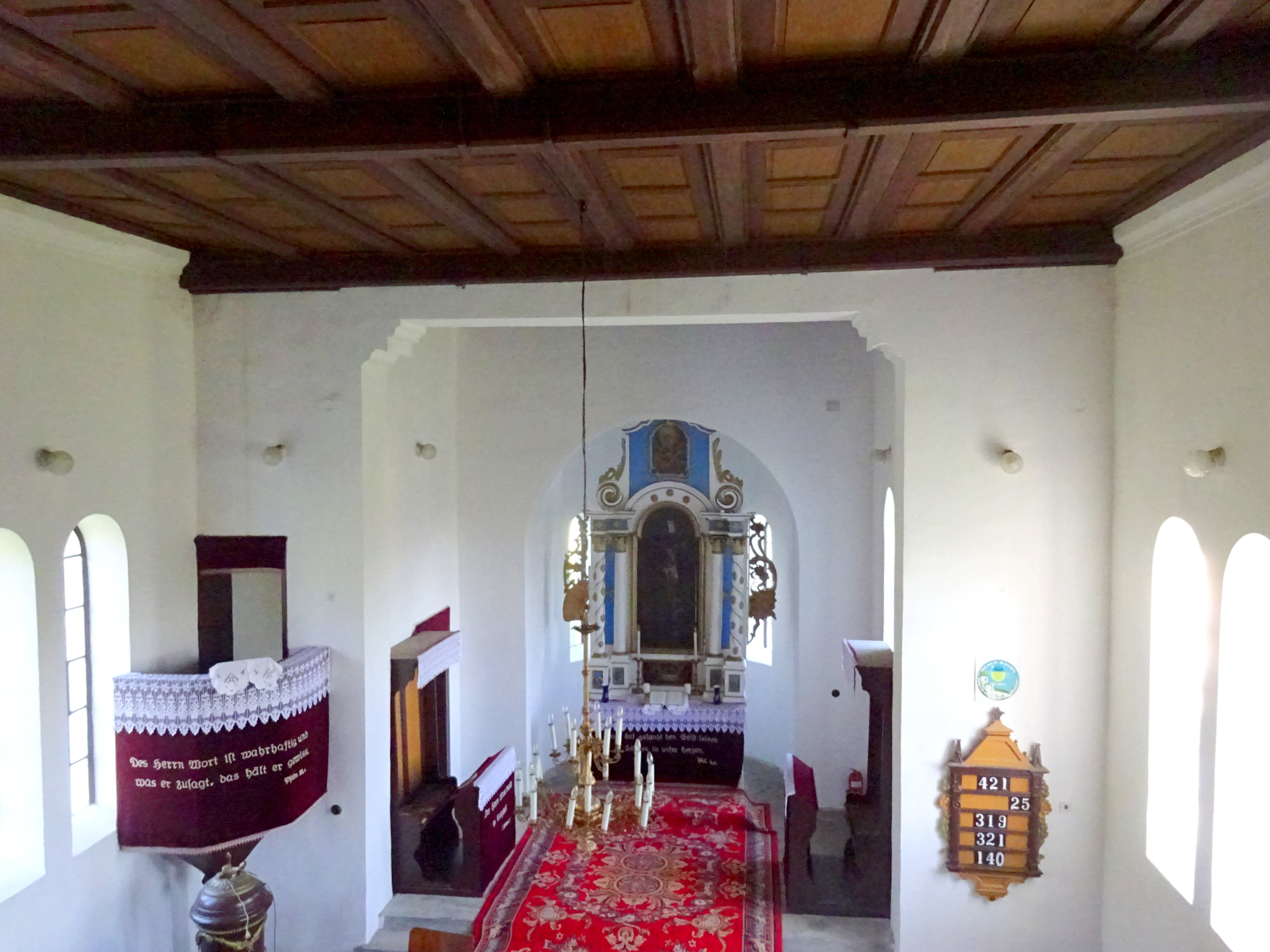
Biserica evanghelică din Logig
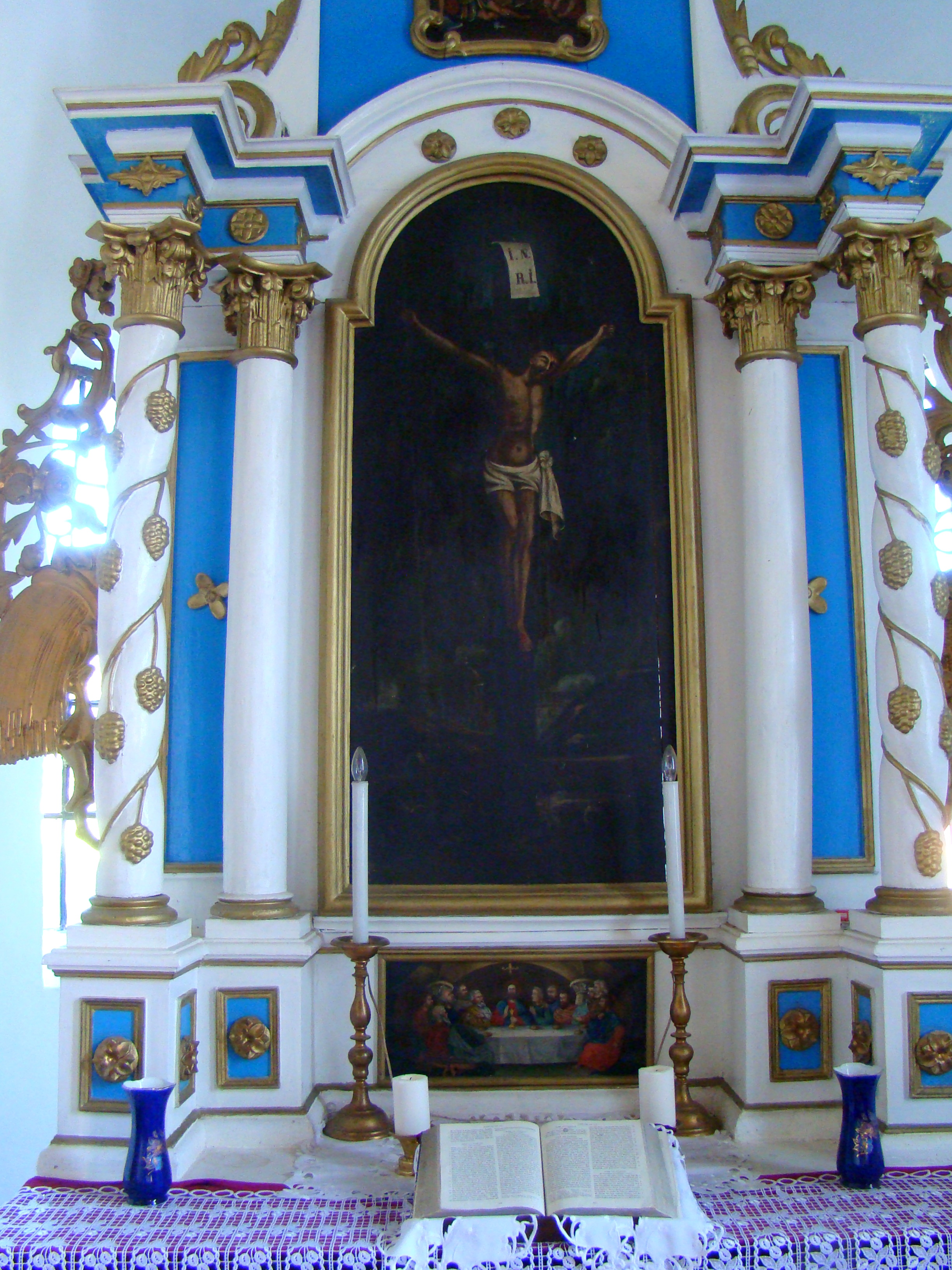
Altarul
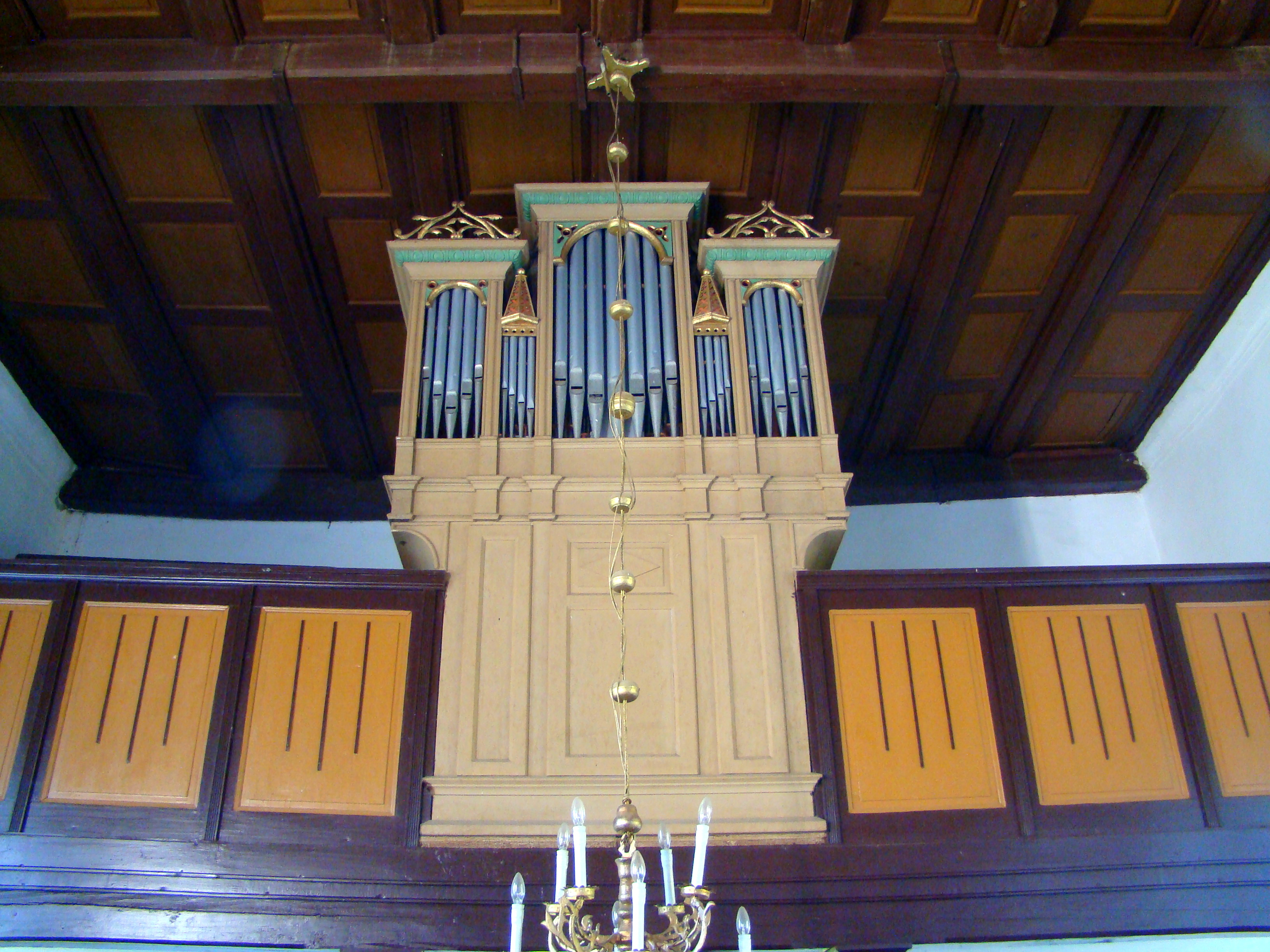
Orga Binder
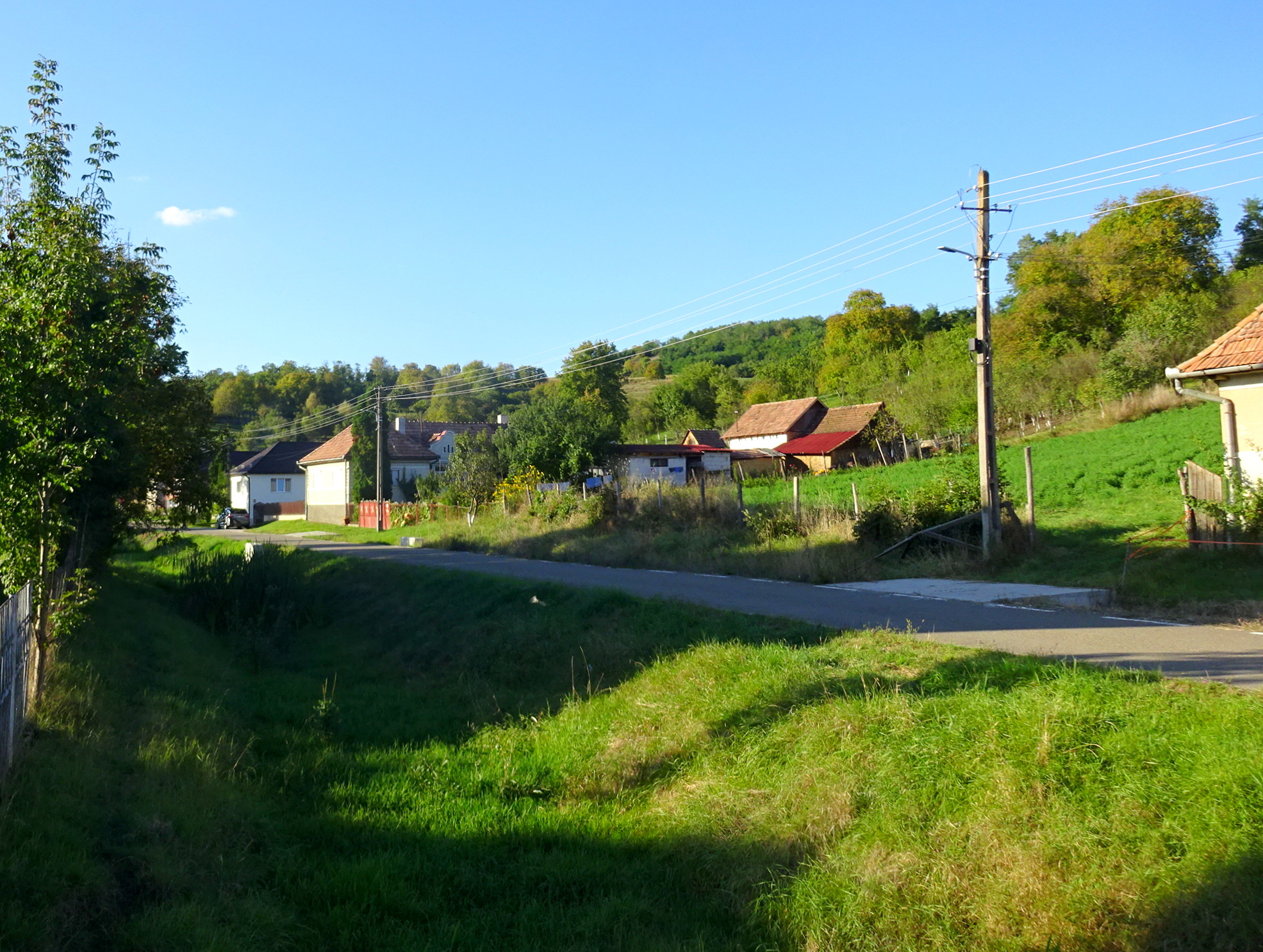
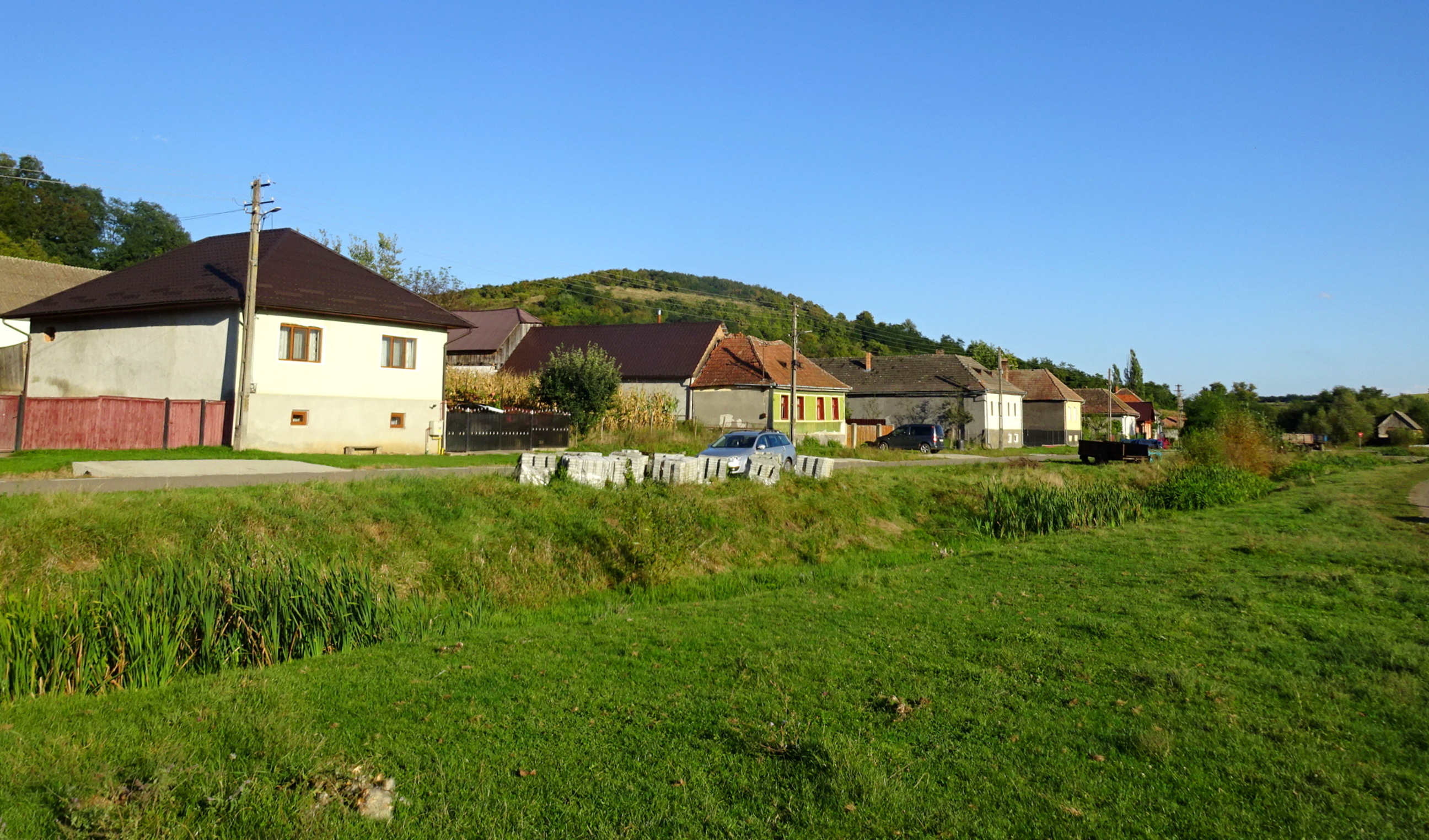
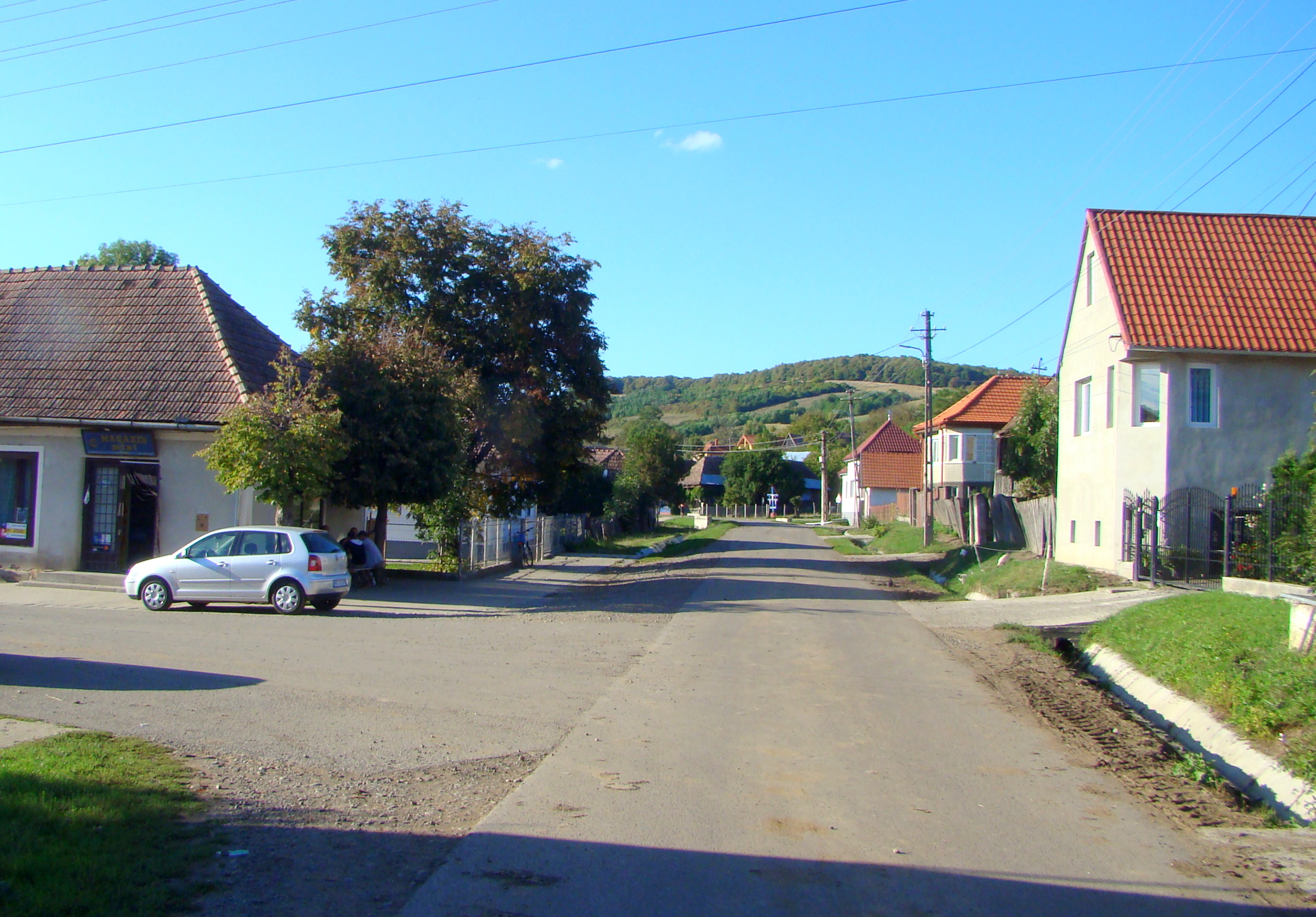
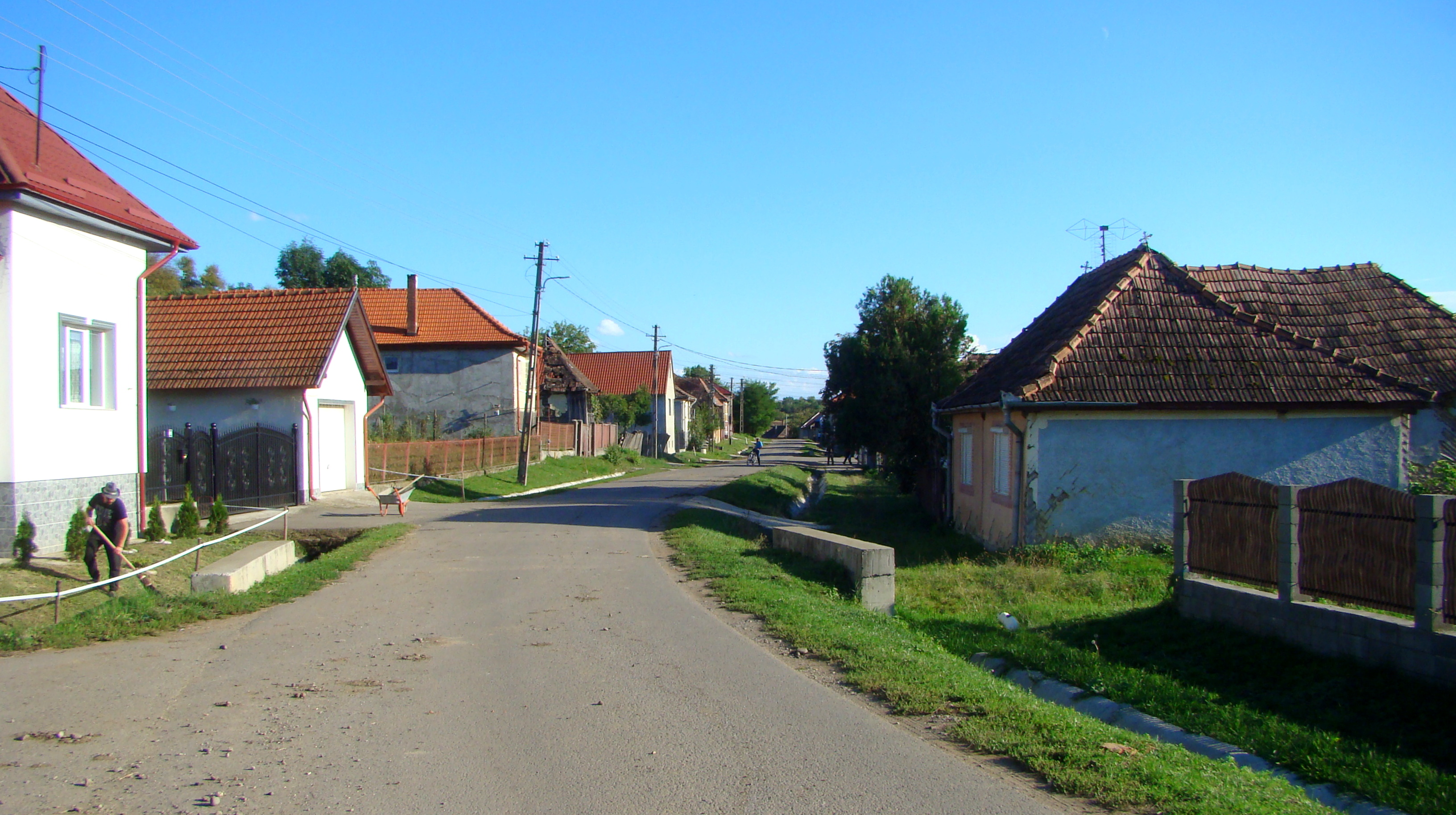